# Звёздное (муниципальный округ)
Звёздное  — муниципальный округ, муниципальное образование № 48 в составе Московского района Санкт-Петербурга.

## Границы
- От ул. Гастелло по оси пр. Юрия Гагарина до ул. Орджоникидзе,
- далее по оси ул. Орджоникидзе до пр. Космонавтов,
- далее по оси пр. Космонавтов до Дунайского пр.,
- далее по оси Дунайского пр. до Московского шоссе,
- далее по оси Московского шоссе до южной стороны полосы отвода Южного железнодорожного полукольца,
- далее по южной стороне полосы отвода Южного железнодорожного полукольца до реки Волковки,
- далее по оси реки Волковки и по северной границе территории предприятия «Кока — Кола» до Пулковского шоссе,
- далее по оси Пулковского шоссе,
- по восточной стороне площади Победы, по оси Московского пр. до ул. Гастелло,
- далее по оси ул. Гастелло до пр. Юрия Гагарина[2].

## Население
| 2002    | 2010    | 2012    | 2013    | 2014    | 2015    | 2016    |
| ------- | ------- | ------- | ------- | ------- | ------- | ------- |
| 53 818  | ↗64 395 | ↗67 648 | ↗71 336 | ↗74 046 | ↗75 656 | ↗76 878 |
| 2017    | 2018    | 2019    | 2020    | 2021    | 2023    | 2025    |
| ↗78 711 | ↗80 540 | ↗81 660 | ↘81 440 | ↗94 849 | ↘93 945 | ↗94 318 |

## Достопримечательности
- Чесменский дворец
- Чесменская церковь
- Пулковский парк
- Московская площадь
- Дом Советов
- Мемориальный дот

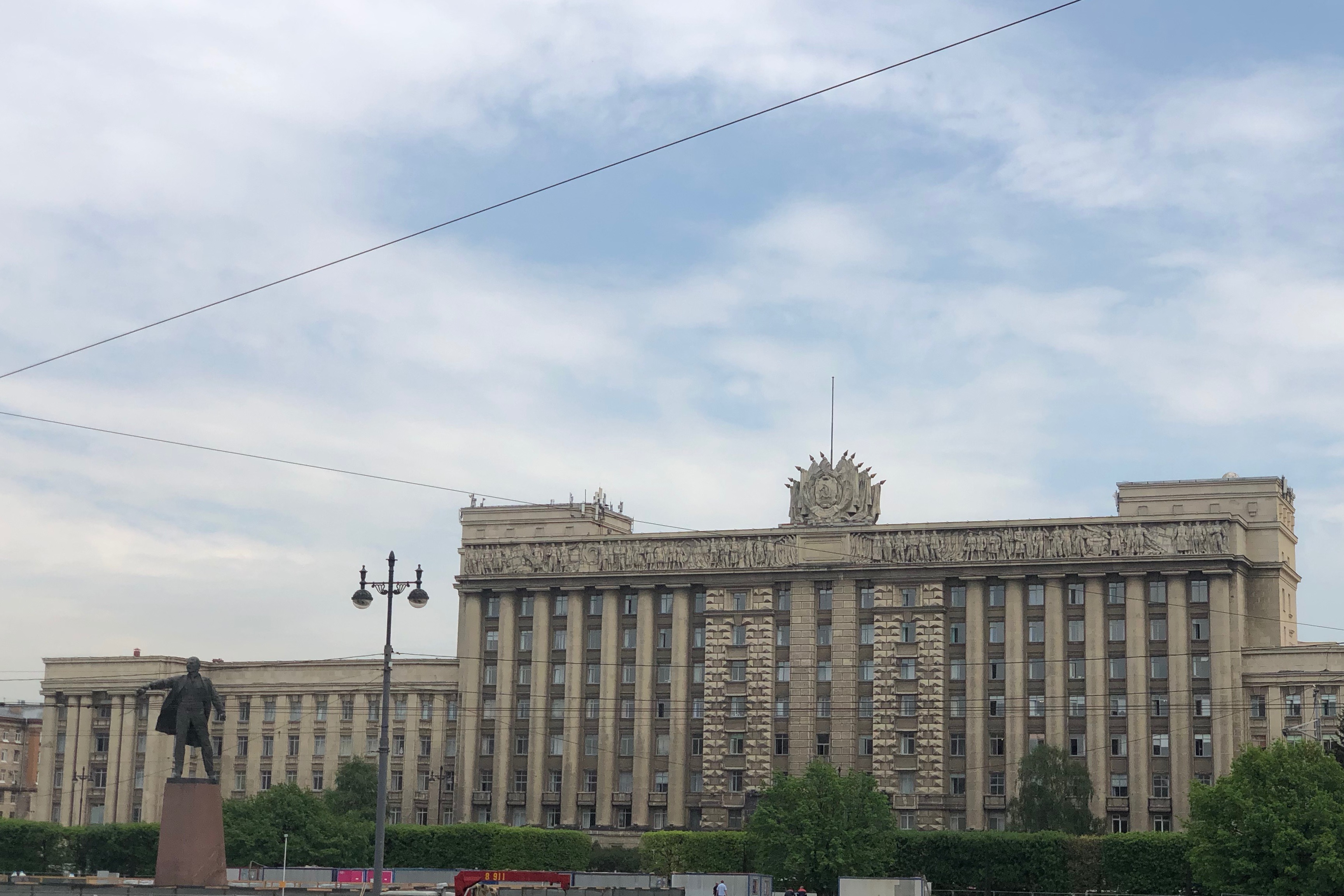
Московская площадь

- Жилой комплекс мясокомбината на Московском шоссе, 14-16

## Пресса
Печатным изданием муниципального образования является «Звёздная газета».